# 施舉
施舉（？—1657年），南明永曆年間延平王鄭成功部將，官至「水師後鎮」。

## 事蹟
永曆七年（1653年），鄭軍以船艦直入長江，因時制宜使清軍無暇南顧，時鄭軍光復閩省會師浙直指日可待，鄭成功遂遣施舉領後鎮官兵挺進長江。1657年，鄭成功令水師前鎮指揮李順與施舉領導的後鎮會師，前往浙江省定海等處採探消息，時招來松門漁民以為進取長江的嚮導，後施舉至定關遇風不順，坐駕船寡不敵清軍，所屬部隊為清軍所滅。施舉不屈，投海殉國。